# جوزيف كينن
جوزيف كينن (بالإنجليزية: Joseph Kanon)‏‏ (1946 في بنسيلفانيا - ) كاتب، وروائي من الولايات المتحدة.

## الجوائز
- جائزة إدغار

## روابط خارجية
- جوزيف كينن على موقع IMDb (الإنجليزية)
- جوزيف كينن على موقع ميوزك برينز (الإنجليزية)
- جوزيف كينن على موقع قاعدة بيانات الفيلم (الإنجليزية)